# Opisthoteuthis
Opisthoteuthis is een geslacht van inktvissen uit de  familie van de Opisthoteuthidae.

## Soorten
- Opisthoteuthis agassizii Verrill, 1883
- Opisthoteuthis albatrossi (Sasaki, 1920)
- Opisthoteuthis borealis Collins, 2005
- Opisthoteuthis bruuni (Voss, 1982)
- Opisthoteuthis californiana Berry, 1949
- Opisthoteuthis calypso Villanueva, Collins, Sánchez & Voss, 2002
- Opisthoteuthis chathamensis O'Shea, 1999
- Opisthoteuthis depressa Ijima & Ikeda, 1895
- Opisthoteuthis dongshaensis C. C. Lu, 2010
- Opisthoteuthis extensa Thiele, 1915
- Opisthoteuthis grimaldii (Joubin, 1903)
- Opisthoteuthis hardyi Villanueva, Collins, Sánchez & Voss, 2002
- Opisthoteuthis japonica Taki, 1962
- Opisthoteuthis massyae (Grimpe, 1920)
- Opisthoteuthis medusoides Thiele, 1915
- Opisthoteuthis mero O'Shea, 1999
- Opisthoteuthis persephone Berry, 1918
- Opisthoteuthis philipii Oommen, 1976
- Opisthoteuthis pluto Berry, 1918
- Opisthoteuthis robsoni O'Shea, 1999

### Nomen nudum
- Opisthoteuthis adorabilis

### Synoniemen
- Opisthoteuthis (Teuthidiscus) Berry, 1918 => Opisthoteuthis Verrill, 1883
- Opisthoteuthis (Teuthidiscus) pluto Berry, 1918 => Opisthoteuthis pluto Berry, 1918
- Opisthoteuthis vossi Sanchez & Guerra, 1989 => Opisthoteuthis massyae (Grimpe, 1920)